# Fedor von Kleist
Fedor Benno Constantin von Kleist (* 26. April 1812 in Reichenau; † 25. Juni 1871 in Rheinfeld) war ein preußischer Generalmajor.

## Leben

### Herkunft
Fedor gehörte zum Nebenzweig Kowalk-Warmin eines alten pommerschen Uradelsgeschlechts. Er war der Sohn des preußischen Rittmeisters Christian Friedrich Heinrich von Kleist (1769–1812), Herr auf Groß-Boldekow und Geitberg, und dessen Ehefrau Charlotte Sophie, geborene Ehrlich (1779–1849).

### Militärkarriere
Nach dem Besuch des Gymnasiums in Danzig trat Kleist am 1. April 1829 als Fahnenjunker in das 8. Kürassier-Regiment der Preußischen Armee ein und avancierte bis 1838 zum Sekondeleutnant. Es folgte nun eine 19-jährige Dienstzeit als Regimentsadjutant unter drei verschiedenen Regimentskommandeuren. Er wurde Rittmeister und nach zwei weiteren Jahren nach 25 Dienstjahren Eskadronchef in Wohlau. Von nun an ging das Avancement schneller: 1858 wurde er etatsmäßiger Stabsoffizier im 8. Ulanen-Regiment in der neuen Garnison in Riesenberg. Bereits ein Jahr später übertrug ihn der König die Führung des 8. Landwehr-Ulanen-Regiments und am 5. Juli 1860 wurde er Kommandeur des 4. Ulanen-Regiments. Dieses Regiment führte er über sechs Jahre.
1863 führte er sein Regiment an die preußisch-russische Grenze, weil in Russisch-Polen polnische Nationalisten einen Aufstand gegen die russische Vorherrschaft entfacht hatten. Aufgabe seines Regiments und anderer preußischer Truppen war es, das Übergreifen des polnischen Aufstandes auf die überwiegend von Polen besiedelten Gebiete Preußens, vor allem in der Provinz Posen zu verhindern, was auch gelang. Nach blutiger Niederwerfung des polnischen Aufstandes gegen Russland verlieh ihm Zar Alexander II. den Sankt-Stanislaus-Orden II. Klasse mit Krone und König Wilhelm I. von Preußen den Roten Adlerorden III. Klasse. Im Deutsch-Deutschen Krieg von 1866 war Kleists Regiment der 1. Armee unter Prinz Carl von Preußen zugeteilt. Das Regiment bildete die Divisionskavallerie der 4. Infanterie-Division und nahm am Gefecht von Münchengrätz teil. In der Schlacht bei Königgrätz zeichnete sich Kleist, mit seinem Regiment von Sadowa vorrückend, besonders aus. Von einem Hügel aus bemerkte er, wie österreichische Kürassiere zwei preußische Kavallerieregimenter zurückgeworfen hatten und nun verfolgten. Ohne einen Befehl abzuwarten, griff Kleist, seinem Regiment voranreitend, die Österreicher an. Diese, von dem unerwarteten Angriff überrascht, wurden geworfen und lösten sich auf. Kleist selbst wurde bei dieser Attacke durch einen Säbelhieb über den Kopf schwer verwundet. König Wilhelm und der preußische Kronprinz Friedrich Wilhelm beglückwünschten den Verwundeten für seine Eigeninitiative und seinen Schneid und zeichneten ihn mit dem Kronenorden III. Klasse mit Schwertern aus.
Nach Beendigung des Krieges wurde Kleist unter Stellung à la suite seines Regiments zum Kommandeur der 22. Kavallerie-Brigade in Kassel ernannt. Es stellte sich aber bald heraus, dass die Verwundung durch den Säbelhieb doch schwerer gewesen war, als angenommen. Er kränkelte und litt besonders unter Schwindelanfällen. Er musste deshalb um seinen Abschied bitten und wurde am 7. Juli 1868 unter Verleihung des Charakters als Generalmajor zur Disposition gestellt. Am 23. Januar 1870 erhielt Kleist noch den Roten Adlerorden II. Klasse mit Eichenlaub. Sein Gesundheitszustand verschlechterte sich weiter, er erlitt einen Schlaganfall und starb am 25. Juni 1871 in Rheinfeld.

### Familie
Verheiratet war er seit dem 10. Oktober 1847 mit Rosamunde von Kleist (1827–1875), Tochter des Landrats Georg von Kleist. Aus der Ehe gingen der spätere General der Kavallerie Georg von Kleist sowie die Tochter Mathilde (1859–1929) hervor, die 1878 den späteren preußischen Generalleutnant Felix Viktor von Hepke ehelichte.